# Коспейто
Коспейто (гал. Cospeito, ісп. Cospeito) — муніципалітет в Іспанії, у складі автономної спільноти Галісія, у провінції Луго. Населення — 5231 осіб (2009).
Муніципалітет розташований на відстані близько 450 км на північний захід від Мадрида, 24 км на північ від Луго.
Муніципалітет складається з наступних паррокій: Арсілья, Бестар, Бешан-оу-Рубіньйос, Коспейто, Гоа, Ламас, Моман, Муїмента, Піно, Ріоавесо, Роас, Санта-Крістіна, Сейшас, Сісой, Сістальйо, Тамога, Вілапене, Вілар, Шермар, Шустас.

## Демографія
Динаміка населення (INE ):

## Галерея зображень

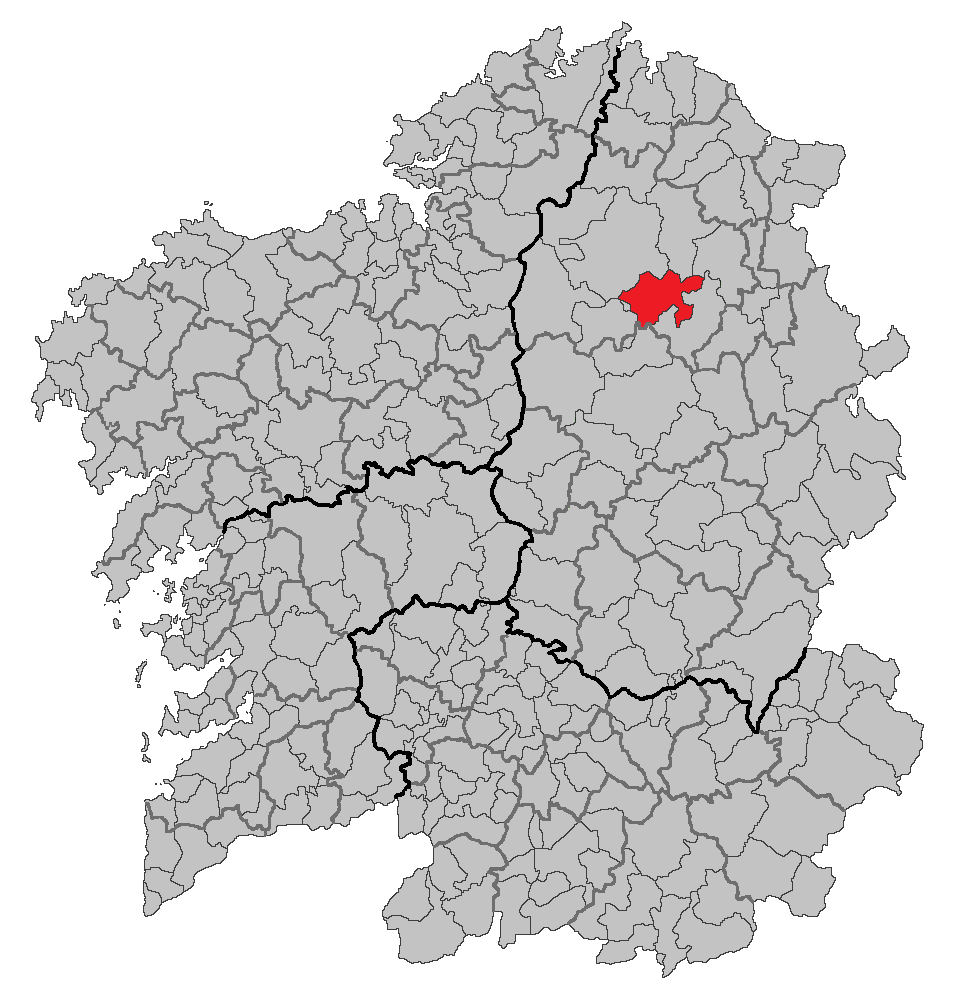
Розташування муніципалітету

## Парафії
Муніципалітет складається з таких парафій: 

## Релігія
Коспейто входить до складу Лугоської діоцезії Католицької церкви.